# Non toccate mia figlia
Non toccate mia figlia (A Mother's Rage) è un film per la televisione del 2013 diretto da Oren Kaplan.

## Trama
Stati Uniti, primi anni 2000. Rebecca Mayer, affascinante cinquantenne, ha un'unica figlia, Conner, verso la quale rivolge il suo carattere iperprotettivo. Accompagnando la figlia al college in automobile, Rebecca viene avvicinata da alcuni uomini, che lei interpreta come potenziali stupratori di sua figlia. Ad uno ad uno li uccide tutti. Lo sceriffo del luogo, una donna aiutata dalla figlia quindicenne appassionata di casi criminali, si ritrova così ad affrontare un tremendo caso di follia omicida.